# Tantalita-(Fe)
La tantalita-(Fe) es un mineral óxido de composición Fe2+Ta2O6, conocido también como ferrotantalita. Su nombre hace referencia al personaje de la mitología griega Tántalo —por la dificultad para disolver este mineral—, mientras que el sufijo -(Fe) alude a su elevado contenido de hierro.

## Propiedades

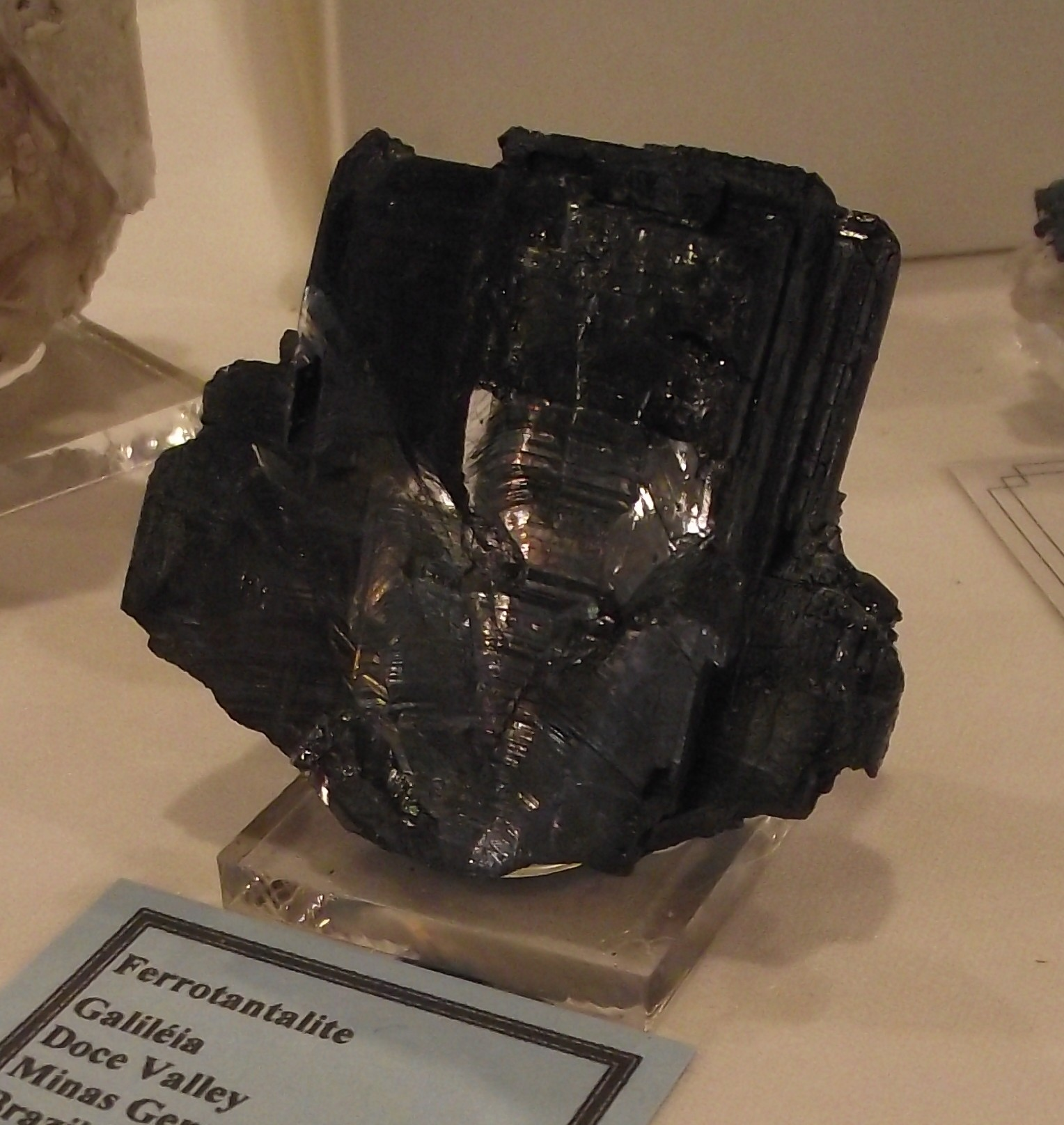
Tantalita-(Fe) procedente de Galileia (Minas Gerais, Brasil)

La tantalita-(Fe) es un mineral opaco de color negro hierro y lustre subadamantino, graso o metálico. Con luz transmitida es pardo rojizo y con luz reflejada gris con reflexiones internas rojas o pardo rojizas.
Es frágil, tiene dureza entre 6 y 6,5 en la escala de Mohs y densidad 8,2 g/cm³. Es un mineral paramagnético muy poco soluble en ácidos.
Cristaliza en el sistema ortorrómbico, clase dipiramidal (2/m 2/m 2/m).
Tiene un contenido de tántalo próximo al 70% mientras que el de hierro puede alcanzar el 11%, siendo sus impurezas más habituales niobio y manganeso.
Es dimorfa con la tapiolita-(Fe) y muchos ejemplares de tantalita-(Fe) son en realidad tapiolita-(Fe) mal identificada.
Por otra parte, la tantalita-(Fe) forma dos series mineralógicas, una con la tantalita-(Mn) y otra con la columbita-(Fe); ambas series forman parte del grupo de la columbita.

## Morfología y formación
Habitualmente se la encuentra en intercrecimientos de exsolución en tapiolita-(Fe), siendo un constituyente primario o accesorio de pegmatitas graníticas.

## Yacimientos
La localidad tipo de la tantalita-(Fe) se encuentra en el condado de Lawrence (Dakota del Sur, Estados Unidos); en este país hay también depósitos en Wisconsin, Carolina del Norte, Michigan, Colorado e Idaho. En Canadá hay tantalita-(Fe) en la pegmatita Moose II, situada en Territorios del Noroeste.
Otros depósitos de este mineral están en Moss (Østfold, Noruega), Spittal an der Drau (Carintia, Austria), Maršíkov (región de Olomouc, República Checa) y cerca de Piešťany (región de Trnava, Eslovaquia).
En Portugal hay tantalita-(Fe) en Vieira do Minho (distrito de Braga) mientras que en España la hay en la zona de Golpejas y Vega de Tirados (Salamanca) así como en Lalín (Pontevedra).